# Lee Chang-myung
Lee Chang-myung (ur. 2 stycznia 1947) – północnokoreański piłkarz występujący na pozycji bramkarza. Uczestnik Mistrzostw Świata 1966.

## Kariera klubowa
Podczas angielskiego Mundialu Lee reprezentował barwy klubu Kikwancha Pjongjang.

## Kariera reprezentacyjna
Lee Chan-myung występował w reprezentacji Korei Północnej w latach sześćdziesiątych i siedemdziesiątych. W 1965 roku uczestniczył w zwycięskich meczach eliminacji Mistrzostw Świata 1966 z Australią. Rok później pojechał na finały Mistrzostw Świata, na których był pierwszym bramkarzem i wystąpił we wszystkich 4 spotkaniach z ZSRR, Chile, Włochami w grupie oraz z Portugalią w ćwierćfinale. W 1973 uczestniczył w przegranych eliminacjach do Mistrzostw Świata 1974.